# Nottwil
Nottwil est une commune suisse du canton de Lucerne, située dans l'arrondissement électoral de Sursee.

Vue aérienne (1959)

## Monuments et curiosités
- Château Tannenfels Le château de Tannenfels
- Chapelle Sankt-Margrethen
- Palafittes de l'âge de la pierre

## Hôpitaux
- Le Centre suisse de paraplégiques (Site du centre)
- Le Centre de formation CRS : Croix-Rouge suisse (Site du centre)

## Sports
- Pilatus Dragons, équipe multi-championne de Suisse de basket-ball en fauteuil roulant et championne d'Europe en 2005

## Transport
- Sur la ligne ferroviaire Lucerne - Olten, à 36 km d’Olten et à 21 km de Lucerne
- Autoroute A2, sorties 20 (Sursee) et 21 (Sempach)